# Petrus de Jode (rézmetsző, 1570–1634)
Petrus de Jode (Antwerpen, 1570 – Antwerpen, 1634. augusztus 9.) flamand rajzoló, rézmetsző és kiadó, Gerard de Jode fia.

## Élete
1595 körül Rómába, később Hollandiába utazott, ahol Hendrick Goltzius tanítványa volt, majd Párizsba ment. 1599–1600-ban mint a mester fiát vették fel az antwerpeni Szent Lukács céhbe. 1602-ben feleségül vette Suzanna Verhulstot, Jan Brueghel sógornőjét, aki viszont Pieter nővérét, Isabellát vette feleségül. 1607–8-ban és 1608–1609-ben de Jode a céh déánja, illetve feje volt. Tanítványa Nicolaes Ryckmans (1616–22 közt). Fia az ifjabb Petrus de Jode.